# Eino Jutikkala
Eino Kaarlo Ilmari Jutikkala, fram till 1931 Rinne, född 24 oktober 1907 i Sääksmäki, död 22 december 2006 i Helsingfors, var en finländsk historiker, professor i ekonomisk historia vid Helsingfors universitet (1950–1954) och professor i Finlands historia (1954–1974).

## Karriären
Eino Jutikkala påverkades av den s.k. kulturhistoriska skolans inriktning på kollektiva företeelser i historien, och hans forskning har huvudsakligen gällt social och ekonomisk historia. Jutikkalas stora produktion omfattar bl.a. översiktsarbeten om nya tidens ekonomiska historia och om historisk demografi. Han har utvecklat en självständig forskningsmetodik, där kamerala källmaterialet statistiska resultat kombineras med ett bredare källunderlag, varigenom han uppnår högre grad av objektivitet. Tack vare hans forskningsmetoder har Finlands lokalhistoriska forskning förbättrat sin kvalitet avsevärt.

### Självständiga verk
- Läntisen Suomen kartanolaitos Ruotsin vallan viimeisenä aikana I-II (1932)
- Sääksmäen pitäjän historia (1934)
- Suomen postilaitoksen historia I (1938)
- Vääksyn kartanon historia (1939)
- Finnlands Lebensraum (tillsammans med Väinö Auer, 1941)
- Finnland, der Vorposten Europas im Norden (tillsammans med Oskari Väänänen, 1941)
- Suomen talonpojan historia (1942)
- Die Bevölkerung Finnlands in den Jahren 1721–49 (1945)
- Puoli vuosisataa elintarviketeollisuutta I-II (1945–50)
- Suomen historian kartasto (1949)
- Uudenajan taloushistoria (1953)
- Turun kaupungin historia I-II (1957)
- Suomen historia (tillsammans med Kauko Pirisen, 1962)
- Suomen kansanedustuslaitoksen historia IV:1 (1962)
- Pohjoismaisen yhteiskunnan historiallisia juuria (1965)
- Suomen poliittinen historia 1809–1975 II (tillsammans med Viljo Rasila ja Keijo K. Kulha, 1976)
- Scandinavian Atlas of Historic Towns 1–2, II 1 (1977–90)
- Talonpoika, aatelismies, kruunu (1979)
- Tampereen historia 1905–45 (1979)
- Kuolemalla on aina syynsä (1987)
- Yhteistyötä yli Pohjanlahden (1992)
- Valtion tiedotuslaitoksen salainen sotakronikka (1997)

### Som redaktör
- Suomen kulttuurihistoria I–IV (1933–36)
- Suomen kartanot ja suurtilat I–III (tillsammans med Gabriel Nikander, 1939–45)
- Hämeen historia I–VIII (1948–86)
- Presidentin päiväkirja I–II (1967–68)
- Suomen maatalouden historia I (tillsammans med Anneli Mäkelä-Alitalo ja Viljo Rasila, 2003)